# Georgios Tsolakoglu
Georgios Tsolakoglu (Rentina, aprile 1886 – Atene, 22 maggio 1948) è stato un politico e generale greco, primo ministro di un governo collaborazionista con le forze d'occupazione dell'Asse tra il 1941 ed il 1942.

## Biografia
Dopo aver partecipato alle guerre balcaniche e alla prima guerra mondiale prese parte nel 1919 alla spedizione dell'esercito greco contro la Turchia in Asia minore e successivamente alla guerra contro l'Italia. Durante la seconda guerra mondiale la Germania invase la Grecia occupando Salonicco il 9 aprile 1941. Ritenendo inutile continuare ad opporsi alle soverchianti forze naziste, Tsolakoglou ed altri ufficiali (tra cui i generali Panagiotis Demestichas e Georgios Bakos) decisero di arrendersi inviando un messaggio al comandante della brigata Leibstandarte SS Adolf Hitler, Sepp Dietrich.
Nonostante gli ordini contrari da parte del comandante in capo delle forze armate greche Alexandros Papagos, il 10 aprile 1941 a Larissa Tsolakoglu firmò la resa incondizionata. Il 30 aprile 1941 Tsolakoglou venne messo a capo di un governo collaborazionista dalle autorità d'occupazione dell'Asse. Il 2 dicembre 1942 venne sostituito da Konstantinos Logothetopoulos.
Dopo la liberazione della Grecia, Tsolakoglu venne arrestato e condannato a morte da un tribunale speciale, ma la sua pena venne commutata in ergastolo. Morì di leucemia nel 1948, ancora in carcere.